# سیارک ۱۲۴۱۲
سیارک ۱۲۴۱۲ (به انگلیسی: 12412 Muchisachie، نامگذاری:1995ST4) دوازده هزار و چهارصد و دوازدهمین سیارک کشف شده‌است که در ۲۰ سپتامبر ۱۹۹۵ کشف شد.
قدر مطلق سیارک برابر ۲۵.۷ است.